# Ким Хе Гён
Ким Хе Гён (кор. 김혜경?, 金慧京?; род. 12 сентября 1966 года, Сеул, Республика Корея) — южнокорейская пианистка и супруга президента Республики Корея Ли Чжэ Мёна, первая леди Республики Корея с 4 июня 2025 года.

## Биография
Ким Хе Гён родилась 12 сентября 1966 года в Сеуле в семье среднего класса. В 1985 году поступила в Женский университет Соокмюнъ, где изучала фортепиано.
В 1990 году она познакомилась в Ли Чжэ Мёном, который на тот момент только открыл свою адвокатскую практику. По словам самого Ли, встреча произошла через популярное в то время свидание в слепую, где на четвёртой встрече он уже сделал ей предложение. Он вспоминал, что не дарил Ким обручального кольца, но подарил дневник, который вёл с тринадцати лет. Пара поженилась в марте следующего года, спустя семь месяцев после знакомства.

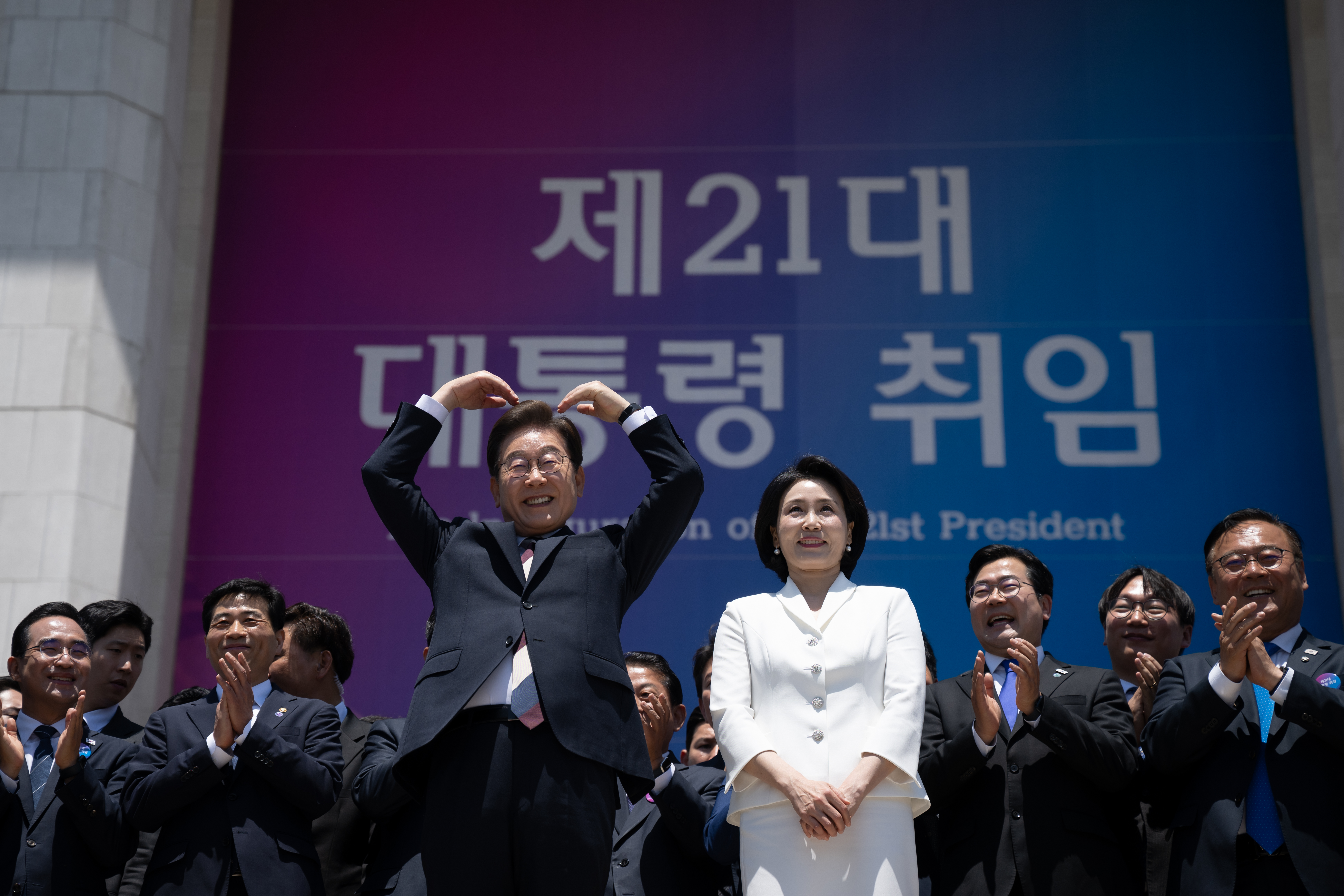
Ким Хе Гён на инаугурации своего мужа, президента Ли Чжэ Мёна, 4 июня 2025 года

Участие в политической жизни мужа началось в 2006 году, когда Ли Чжэ Мён решил баллотироваться на пост мэра Соннама, что Ким восприняла критически, даже пригрозив мужу разводом, однако впоследствии стала активно помогать его избирательной кампании и участвовала в разработке отдельных политических инициатив. По словам Ли, идея создания «Библиотеки игрушек» в Соннаме, проекта по аренде игрушек для  детей, а также программа страхования для военнослужащих на случай травм во время службы были предложены именно Ким Хе Гён. С 2017 года она стала появляться на публике и телевидении, способствуя формированию позитивного образа супруга как кандидата на президентский пост.

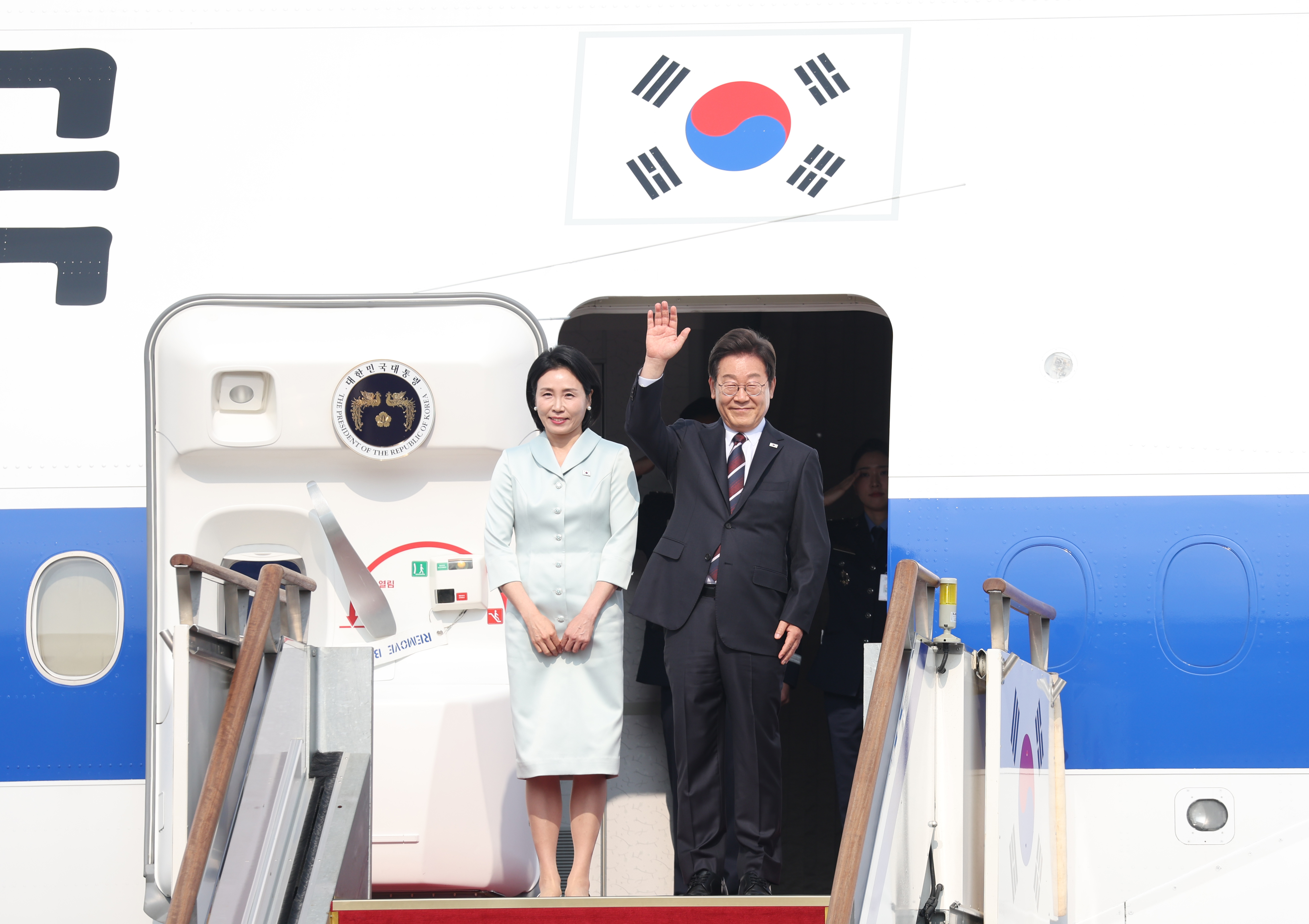
Президент Ли Чжэ Мён с супругой отправляются в Канаду на встречу G7, 16 июня 2025 года

Из-за скандала во время президентской кампании Ким Хе Гён практически полностью отказалась от публичных мероприятий, ограничиваясь частными визитами в религиозные и памятные места страны, включая буддийские храмы, мемориалы «Дом матерей мая» в Кванджу, корабль «Севоль» в Мокпхо, поддерживая свою роль «тайной помощницы».
4 июня 2025 года вступила в должность первой леди Республики Корея. Один из представителей Демократической партии заявил, что несмотря на противоречивое поведение жён предыдущих президентов, в кабинете сохраняется спокойный внутренний настрой.

## Скандалы и критика
В 2018 году Ким Хе Гён оказалась в центре общественного внимания в связи с обвинениями в управлении аккаунтом в социальных сетях, публиковавшим негативные сообщения о президенте Мун Чжэ Ине и политическом сопернике её мужа Чон Хэ Чхоле. После появления этих обвинений она прекратила публичную деятельность.
Во время президентской кампании её имя вновь оказалось в центре скандала ― на этот раз по подозрению в нецелевом использовании корпоративной карты. Ведётся судебное расследование.

## Награды

### Национальные
- Республика Корея: Кавалер Большого креста ордена «Мугунхва» (4 июня 2025 года, как первая леди Республики Корея)